# アスカリ (兵士)

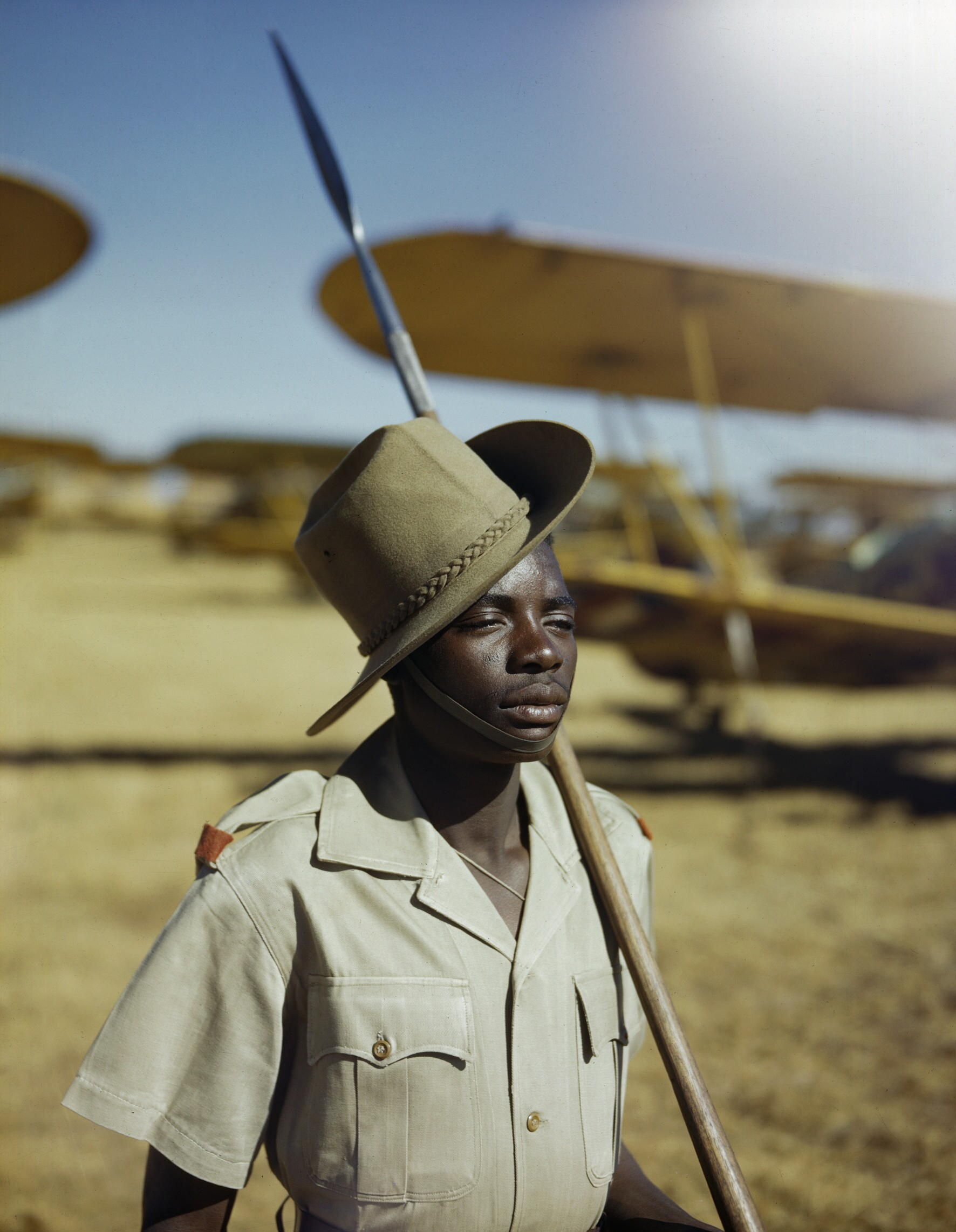
南アフリカの連合軍航空学校を警備するアスカリ（プレトリア、ウォータークルーフ、1943年）

アスカリ（スワヒリ語: Askari、アラビア語: عسكري ‘askarī、アスカリーまたはアスカーリとも）とはアラビア語、ペルシア語、ソマリ語およびスワヒリ語で「兵士」を意味する（ただし、アラビア語、ペルシア語では「軍の」「軍隊の」という意味もある）。欧米では東アフリカや中東のヨーロッパ植民地軍で軍務に就いた原住民部隊を指すことが多いが、警察官、憲兵あるいは警備員という意味も含まれる。
東アフリカにおけるヨーロッパ統治時代、現地のアスカリは、イタリア、イギリス、ポルトガル、ドイツ、およびベルギー植民地軍に雇われた。彼らは初期のさまざまな植民地争奪戦やその後の駐留軍、準軍事組織で重要な役割を担った。2度の大戦中、アスカリ部隊は彼らの生まれた植民地を離れて軍務に就いた。

## イギリス帝国
イギリス帝国の帝国イギリス東アフリカ会社 (IBEA) は、スワヒリ族、スーダン人およびソマリ族からアスカリ部隊を募った。これらは制服も、標準の武器もなかった。多くのアスカリは民族衣装で従軍し、将校は平服だった。1895年からイギリス軍アスカリは正規軍として編成され、制服を着せられた部隊は東アフリカ小銃隊と呼ばれ、のちに王立アフリカ小銃隊 (King's African Rifles, KAR) の一部となった。

## ドイツ帝国
ドイツ帝国の植民地防衛隊（Schutztruppe）はアフリカ原住民の兵を雇い、植民地にいたヨーロッパ人士官・下士官の下に配した。そのような原住民の雇用は主にドイツ領東アフリカ（のちのタンザニアの大陸部）に集中した。ドイツ領東アフリカにおける最初のアスカリ部隊は1888年頃ドイツ東アフリカ会社（Deutsch-Ostafrikanische Gesellschaft; DAOG）により編成された。最初はスーダン人傭兵が集められ、その後ヘヘ族やンゴニ族からも採用された。1889年に発生したアブシリの反乱の際には、その鎮圧のため本国からヘルマン・フォン・ヴィスマンが指揮するヴィスマン部隊が派遣され、このときはスーダン人傭兵やズールー人傭兵を動員した。彼らは（当時のすべてのドイツ軍のように）厳しい規律の下におかれたが、待遇はよく（給料はイギリス軍で相応する王立アフリカ小銃隊の2倍）、厳しい選抜プロセスを経てきたドイツ軍幹部将校により非常に訓練されていた。1914年より前、ドイツ領東アフリカ植民地防衛隊編成の基本となる「野戦中隊」（Feldkompanie）は、7-8人のドイツ人士官および下士官と150名から200名のアスカリ（通常は160名）で構成された（2個機関銃チームを含む）。これらが小規模で独立した作戦行動を行う際は、しばしば部族の非正規兵あるいは「ルガ＝ルガ」（ruga-ruga、ンゴニ族の傭兵）により補われた。
第一次世界大戦において、パウル・フォン・レットウ＝フォルベックに率いられた11,000名のアスカリ、ポーターおよびヨーロッパ人将校のドイツ領東アフリカ防衛隊は、数で上回るイギリス、ポルトガルおよびベルギー植民地軍に対し、1918年の終戦まで抵抗し続けた。
ヴァイマル共和政はドイツ軍アスカリに恩給を支給したが、世界恐慌と第二次世界大戦により中断されていた。1964年、西ドイツの連邦議会は生存しているアスカリへの未払い分を支給することを採決した。ダルエスサラームの西ドイツ大使館は約350名の元アスカリを確認し、臨時支払い窓口をヴィクトリア湖そばのムワンザに設置した。1918年に彼らに与えられていた証明書を提示できたのは少数のみで、他の者は当時の古い戦闘服を見せ軍務に就いていたことを訴えた。そこで資金を用意してきたドイツ銀行家は一つのアイデアを出した。支払いを希望するアスカリを一人ずつ呼び出すと一本のほうきを渡し、これを小銃に見立てて、ドイツ語での軍事教練を再現させた。審査に落ちた者は一人としていなかった。元アスカリへの恩給支払いは、最後の申請者が死亡した1990年代まで続いた。

## ナチス・ドイツ
第二次世界大戦中、ドイツ軍はドイツ軍に協力したソビエト軍脱走兵もしくは捕虜のことをアスカリと呼んだ。

## イタリア王国
イタリア軍もまたイタリア領東アフリカ（のちのエチオピア、エリトリアおよびソマリア）で原住民兵を雇用した。これらは歩兵、騎兵および軽砲兵隊からなる軍だった。彼らは最初エリトリア人から、のちにソマリ人から採用され、イタリア人士官および下士官の下で軍務に就いた。イタリア軍アスカリは第一次エチオピア戦争、伊土戦争、第二次エチオピア戦争および第二次世界大戦（東アフリカ戦線）を戦った。1940年にイタリア領東アフリカで軍務に就いたイタリア兵256,000名のうち、約182,000名がエリトリア、ソマリアおよび占領して間もないエチオピア（1935 - 36年に占領）から採用された。1941年1月、イギリス連邦軍がエチオピアに侵攻し、東アフリカのイタリア軍に新しく採用されたエチオピア人アスカリの大部分が脱走した。エリトリア人アスカリのほとんどは4ヶ月後の東アフリカのイタリア軍降伏まで忠誠を通した。

## スペイン植民地
上記のように、「アスカリ」は通常東アフリカにおいて使われる呼称だった。しかし例外的に「アスカリ」という言葉は北西アフリカのスペイン植民地政府でも使用され、それは正規軍のモロッコ人部隊 (レグラーレス) についてでなく、1913年にスペイン領モロッコ（のちのモロッコ北部のリーフ地方）で創設された現地採用の憲兵隊（Mehal-la Jalifianas）を指した。これはより知られているフランス領モロッコ（のちのリーフ地方を除くモロッコ）のグミエに相当する。スペイン領サハラ（のちの西サハラ）で軍務に就いた遊牧民部隊（Tropas Nómadas）あるいは砂漠警察もアスカリと呼ばれた。

## イラク戦争
イラクのアメリカ軍基地を警備するウガンダ人民間警備員もアスカリと呼ばれた。警備員はもし射撃されれば1,000ドルの月給に加え80,000ドルのボーナスを受け取ることになっていたが、多くはそれが支払われなかったか査定が不公正であると苦情を言った。警備員はアスカリ・セキュリティ・サービス（ベオウルフ・インターナショナルから委託されている）に採用され、イラクの受け入れ会社EODテクノロジーズ（バグダードのキャンプ・ヴィクトリーに警備員を派遣するためにアメリカ国防総省に委託されている）に下請けに出されて働いていた。ベオウルフ・インターナショナルの代表は、400名の警備員が「アメリカ陸軍に彼らのスキルと経験を印象づけた」と語ったが、何人かは警察あるいは警備の経験を欠き、「銃の持ち方さえ知らなかった」と苦情を受けた。他に、ドレザック・インターナショナルやコネクト・フィナンシャル・サービスを含む少なくとも11のウガンダ人スカウト業者がいた。

## 他の用例
- アパルトヘイト時代の南アフリカ共和国では、“アスカリ”は南アフリカ軍に捕えられてアパルトヘイト政権側に寝返り、スパイまたは兵士になったゲリラを指した。
- “アスカリ”には「槍を持つ者」という意味もある。
- 年老いて群れから離れたオス象は、しばしば1頭あるいは何頭かのより若い独身の象と「独身者の群れ」を作ることがある。これらの若い象は“アスカリ”と呼ばれる（1頭、集団どちらも）。
- トレーディングカードゲーム「マジック:ザ・ギャザリング」のアフリカ/熱帯地方がテーマのエキスパンションキット「ミラージュ」、「ビジョンズ」（および後の「時のらせん」）にクリーチャーのマイナークラス、“アスカーリ”がある（「堕ちたるアスカーリ」（Fallen Askari）など）[8]。